# Ramana Maharshi
Ramana Maharshi est un jñāna-yogin et guru indien de l'Advaita Vedānta, né le 30 décembre 1879 sous le nom de Venkataraman Aiyer et mort le 14 avril 1950. Son enseignement, dans la tradition de la non-dualité, est essentiellement centré sur la notion du Soi et la question « Qui suis-je ? ». Il est considéré comme l'un des plus grands sages de l'Inde traditionnelle.

## Biographie

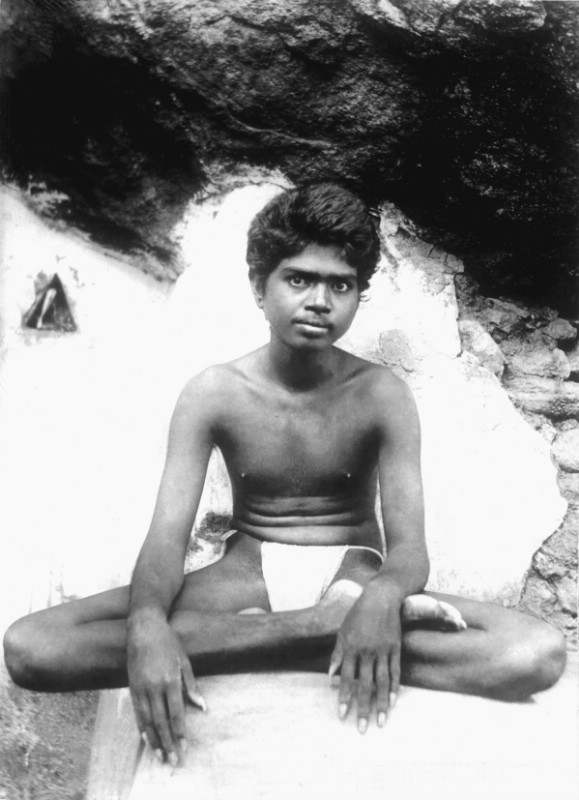
Venkataraman en 1902.

Venkataraman est né à Tiruchuli (en) près de Madurai, dans le sud de l’Inde, au Tamil Nadu en 1879. Son père était avocat, il meurt en 1892. Enfant, il apprend l’anglais à l’école de missionnaires américains. À 16 ans, en parfaite santé, il est saisi d'une profonde peur morbide. S'allongeant sur le sol, il mime sa mort et l'état de cadavre. Le choc de cette expérience provoque une libération et Ramana Maharshi se rend compte que la mort ne concerne que son corps : 

« Donc je suis Esprit transcendant le corps. Le corps meurt mais l'Esprit qui le transcende ne peut être atteint par la mort. Cela signifie que je suis l'Esprit qui ne meurt pas. »

 Il entre alors dans une extase profonde à travers l'immersion de l'âtman dans le brahman. Cette expérience mystique le transforme et lui fait comprendre la nature de la vie. Il se rend alors dans un temple à Tiruvannamalai et restera presque immobile, pendant plus de 2 ans, dans un état de total détachement. On doit lui donner à manger pour qu'il ne meure pas de faim.
En 1899, il se retire dans une grotte de la colline sacrée d'Arunachala. En 1922, il s'installe dans l'ashram géré par sa mère puis son frère, et attire à lui de nombreuses personnes en quête spirituelle.
Sa rencontre avec le pandit Ganapati Shastri marque le début de sa vie publique : apprenant que le nom du Swami était Venkataraman, il abrégea celui-ci en « Ramana » et proclama que désormais le Brahmana Swami devait être connu dans le monde entier sous le nom de « Bhagavan Sri Ramana Maharshi ». Bhagavan signifiant « divin » et Maharshi « grand sage ».
Sa réputation commença à dépasser les frontières du pays et il est alors devenu, sans l'avoir voulu ni refusé, un maître spirituel pour de nombreux disciples.
Il est considéré par certains, tels Jean Herbert et Alexandre Astier, comme un des plus grands sages de l'Inde du XXe siècle. Les pères Henri Le Saux et Jules Monchanin ont reçu le darshan de Ramana Maharshi en 1950, peu avant sa mort.

## Enseignement
Il a très peu écrit et certains de ses enseignements oraux basés principalement sur ses réponses aux questions qu'on lui posait ont été retranscrits et publiés. Il se mettait au niveau de celui qui posait la question et s'appuyait souvent sur divers textes sacrés en les illustrant par des exemples de la vie courante.
À des questions de visiteurs, il répond « Qui pose cette question ? », afin de pousser le questionneur à la méditation et de se défaire de l'illusion de l'ego. Son enseignement est basé sur son expérience (de l'éveil et de sa propre réalisation) et sur ses réponses à des questionneurs, bien souvent des Occidentaux, en recherche de vérité ultime déçus par la religion : « L'enseignement de Ramana Maharshi est basé sur sa propre expérience et vise à conduire le questionneur à sa propre nature. »
Mais son véritable enseignement était silencieux. Comme il le disait lui-même « Le silence est éternelle éloquence. » En réalité l'aura de paix qui émanait de lui était telle que sa simple présence était suffisante.
Il mettait en garde contre la recherche de siddhi (pouvoirs surnaturels) pour son propre compte : « le Soi est ce qui vous est le plus intime, tandis que les siddhis vous sont étrangers. [...] Ils n'existent que dans le mental, ils ne sont pas naturels au Soi et ce qui n’est pas naturel mais acquis ne peut pas être permanent et ne vaut pas la peine que l’on s’efforce de l’obtenir. [...] Si l’on considère que les gens sont malheureux avec des facultés de perception limitées, alors on peut en conclure que leurs malheurs s’accroîtront proportionnellement à l’augmentation de celles-ci. Les siddhis n’apporteront jamais de bonheur à qui que ce soit. » Néanmoins des témoignages rapportent qu'il manifestait lui-même de tels pouvoirs : guérisons, matérialisations, omniscience, etc.
Jean Herbert décrit ainsi son enseignement :
« Ce qui le rend particulièrement intéressant, ce n’est pas sa qualité indiscutable de jîvan-mukta, qu’il partage avec bien d’autres sages contemporains. [...] En plus de l’immense profit spirituel que rapporte un séjour, même bref, auprès de lui, il donne à ses hôtes une occasion inattendue et fort exceptionnelle de se plonger dans l’Inde d’il y a une vingtaine de siècles. On voit, par un exemple vivant, authentique et réel, comment « enseignaient » les rishis de l’époque upanishadique et aussi comment naissaient leurs œuvres. Se contentant de « rayonner » dans le silence, ne paraissant la plupart du temps conscient de rien de ce qui se passe autour de lui, ne parlant le plus souvent que de sujets indifférents, [...] il passe ses journées dans une immobilité presque complète, étendu sur un divan au pied duquel, en défilé continu, disciples et admirateurs viennent se prosterner à plat ventre et brûler de l’encens. »
Selon Swami Swarupananda Saraswati, Shankaracharya de Dwarka et Jyothishpitha de 1973 à 2022 : « Bien qu’il n’y ait pas de différence entre l’expérience de Ramana Maharshi et celle décrite dans les Upanishads, la voie de Ramana a ses caractéristiques propres. [...] La voie de Ramana Maharshi est une voie rapide et directe qui ignore le verbiage. Toutes les autres méthodes de réalisation spirituelle trouvent un point de
convergence et une place dans la voie de Ramana. »

### Œuvres relatives à l'enseignement de Ramana Maharshi
Ramana Maharshi a publié plusieurs traités doctrinaux en tamoul. Au moins deux d'entre eux ont été traduits en sanscrit : Saddarśanam et Upadesha-sâram. Recevant de nombreuses personnes, les réponses aux questions posées ont été publiées dans différents livres.
- Immortelle Conscience - Des entretiens classés par thèmes, réunis par Paul Brunton, celui qui a fait connaitre Ramana Maharshi à l'Occident (par son livre L'Inde Secrète publié dans les années trente)  - Les deux Océans. 184 pp. réédition en 2000
- Arthur Osborne, Ramana Maharshi et le Sentier de la Connaissance de soi. Éditions Victor Attinger, 1957, 223 pp.
- Râmana Maharshi, Qui suis-je ? (Koham). Version française par Françoise Duquesne et Christian Couvreur. Études Traditionnelles, no 396-397, 67e année, juillet-août et septembre-octobre 1966.
- L'évangile de Ramana Maharshi. Le courrier du livre, 1970, 140 pp.
- Sri Ramana Gita. Le chant de Sri Ramana. Dervy Livres 1985. 132 pp.
- David Godman, Sois ce que tu es, Enseignements de Ramana Maharshi, Adrien Maisonneuve, 1988 (Traduction sans les notes). Nouvelle traduction avec les notes : Almora, 2022
- Arthur Osborne (trad. Christian Couvreur et Françoise Duquesne), Ramana Maharshi. Œuvres réunies : Écrits originaux et adaptations, Paris, Éditions Traditionnelles, 1988, 350 p. (ISBN 2-7138-0082-X).
- Bruno Hapel, Râmana Maharshi & Shankara. La tradition primordiale. Guy Trédaniel. 1991, 173 pp.
- Comme une montagne de camphre. Ramana Maharshi - Annamalai Swâmî. Enseignement sur la voie de la non-dualité (Advaita). Textes réunis par David Godman. Nataraj, 1996, 208 pp.
- L'enseignement de Ramana Maharshi. Albin Michel, 2005 (Nouvelle édition intégrale par rapport à celle de  1972).
- Patrick Mandala, Le son du silence. présence de Râmana Mahârshi. Inédits. Éditions Acarias L'Originel, 2006, 251 pp.

### Autres livres présentant une synthèse de l'enseignement de Ramana Maharshi
- Études sur Ramana Maharshi, vol I. Collectif. 1940, 163 p.
- Études sur Ramana Maharshi, vol I et II réunis. Collectif. 1949, Adyar-Paris, 207 p.
- Ashrams : les Yogis et les Sages. Arnaud Desjardins, La Palatine, 1962, 242 p. Chapitre : "Ramanashramam", pp. 159-198.
- Ramana Maharshi, le libéré-vivant, Ysé Tardan-Masquelier, Points, 2010.
- S'abandonner au Soi : le message de Ramana Maharshi pour le présent, Patrick Laude, Lagorce, Hozhoni, 2021, 382 p.  (ISBN 978-2-37241-081-6).